# Prosevania tricolor
Prosevania tricolor är en stekelart som först beskrevs av Gyöö Viktor Szépligeti 1908.  Prosevania tricolor ingår i släktet Prosevania och familjen hungersteklar. Inga underarter finns listade i Catalogue of Life.